# Междуреченский район (Вологодская область)
Междуре́ченский райо́н — административно-территориальная единица (район) в Вологодской области России. В рамках организации местного самоуправления в границах района существует муниципальное образование Междуреченский муниципальный округ (с 2004 до 2022 гг. — муниципальный район).
Административный центр — село Шуйское.

## География
Площадь — 3624 км². Район граничит с Вологодским, Сокольским, Тотемским, Грязовецким районами Вологодской области, а также с Костромской областью.
Основная река — Сухона, из её крупных притоков можно отметить Шую и Ихалицу.
Наиболее освоенная и заселённая часть района — Авнежская возвышенность в западной половине, здесь находится большинство деревень. Север района лежит в Присухонской низине, здесь преобладают леса, часто заболоченные. В северо-восточной части находятся несколько крупных открытых верховых болот.
Крупнейшие населённые пункты: село Шуйское (районный центр) и посёлок Туровец (центр лесной промышленности). На них приходится около половины населения района.

## История
Шуйский район образован в 1929 году в составе Вологодского округа Северного края РСФСР, 1 ноября 1931 года в соответствие постановлением президиума ВЦИК от 30 июля 1931 года был переименован в Междуреченский. 14 августа 1959 года к Междуреченскому району была присоединена часть территории упразднённого Биряковского района.

## Население
| 2002  | 2009  | 2010  | 2011  | 2012  | 2013  | 2014  | 2015  | 2016  |
| ----- | ----- | ----- | ----- | ----- | ----- | ----- | ----- | ----- |
| 7641  | ↘7136 | ↘7054 | ↘6057 | ↘5973 | ↘5902 | ↘5826 | ↘5716 | ↘5625 |
| 2017  | 2018  | 2019  | 2020  | 2021  | 2023  |       |       |       |
| ↘5533 | ↘5424 | ↘5334 | ↘5257 | ↘5012 | ↘4918 |       |       |       |

### Национальный состав
По итогам переписи населения 2020 года проживали следующие национальности (национальности менее 0,1 % и другое, см. в сноске к строке «Другие»):
| Национальность | Численность, чел. | Доля     |
| -------------- | ----------------- | -------- |
| Русские        | 4826              | 96,29 %  |
| Украинцы       | 24                | 0,48 %   |
| Табасараны     | 14                | 0,28 %   |
| Молдаване      | 11                | 0,22 %   |
| Таджики        | 9                 | 0,18 %   |
| Грузины        | 7                 | 0,14 %   |
| Осетины        | 6                 | 0,12 %   |
| Другие         | 115               | 2,29 %   |
| Итого          | 5012              | 100,00 % |

## Территориальное устройство
Административно-территориальные единицы
Междуреченский район в рамках административно-территориального устройства включает 8 сельсоветов:
| № | Сельсовет     | Соответствующее муниципальное образование |
| - | ------------- | ----------------------------------------- |
| 1 | Ботановский   | Ботановское СП                            |
| 2 | Враговский    | Сухонское СП                              |
| 3 | Ноземский     | Старосельское СП                          |
| 4 | Старосельский | Старосельское СП                          |
| 5 | Сухонский     | Сухонское СП                              |
| 6 | Туровецкий    | Туровецкое СП                             |
| 7 | Хожаевский    | Ботановское СП                            |
| 8 | Шейбухтовский | Сухонское СП                              |

Муниципальные образования
В рамках организации местного самоуправления в границах района функционирует Междуреченский муниципальный округ (с 2004 до 2022 года — муниципальный район).
Изначально в составе новообразованного муниципального района в декабре 2004 года были созданы 8 сельских поселений. В апреле 2009 года были упразднены сельские поселения: Хожаевское (включено в Ботановское с административным центром в деревне Игумницево); Ноземское (включено в Старосельское с административным центром в селе Старое); Враговское (включено в Сухонское с административным центром в селе Шуйское). В мае 2017 года было упразднено сельское поселение Шейбухтовское (включено в Сухонское).
С 2017 до 2022 года муниципальный район делился на 4 муниципальных образования нижнего уровня со статусом сельского поселения.
| № | Сельское поселение | Административный центр | Количество населённых пунктов | Население (чел.) | Площадь (км²) |
| - | ------------------ | ---------------------- | ----------------------------- | ---------------- | ------------- |
| 1 | Ботановское        | деревня Игумницево     | 40                            | ↘572             | 722,51        |
| 2 | Старосельское      | село Старое            | 31                            | ↘699             | 324,45        |
| 3 | Сухонское          | село Шуйское           | 68                            | ↘3102            | 1314,61       |
| 4 | Туровецкое         | посёлок Туровец        | 10                            | ↘639             | 1262,53       |

1 июня 2022 года муниципальный район и все входившие в его состав сельские поселения были упразднены и объединены в Междуреченский муниципальный округ.

## Населённые пункты
В Междуреченском районе (муниципальном округе) 147 населённых пунктов (все — сельские).
| №   | Населённый пункт | Тип     | Население (чел.) | Бывшее сельское поселение |
| --- | ---------------- | ------- | ---------------- | ------------------------- |
| 1   | Аксентово        | деревня | ↘7               | Сухонское                 |
| 2   | Акуловское       | деревня | 3                | Сухонское                 |
| 3   | Александровка    | деревня | ↘0               | Сухонское                 |
| 4   | Алексеево        | деревня | 58               | Ботановское               |
| 5   | Антропьево       | деревня | 0                | Сухонское                 |
| 6   | Артемьево        | деревня | 3                | Старосельское             |
| 7   | Афанасово        | деревня | →0               | Сухонское                 |
| 8   | Большое Макарово | деревня | →7               | Сухонское                 |
| 9   | Борщевка         | деревня | ↘0               | Сухонское                 |
| 10  | Ботаново         | село    | 0                | Ботановское               |
| 11  | Брунчаково       | деревня | 6                | Ботановское               |
| 12  | Букино           | деревня | 16               | Старосельское             |
| 13  | Васькино         | деревня | ↘14              | Сухонское                 |
| 14  | Вахрушево        | деревня | →0               | Сухонское                 |
| 15  | Верхний Починок  | деревня |                  | Сухонское                 |
| 16  | Воинское         | деревня | →0               | Сухонское                 |
| 17  | Волташ           | деревня | ↘0               | Сухонское                 |
| 18  | Воробейцево      | деревня | ↘4               | Сухонское                 |
| 19  | Воробьёво        | деревня | 0                | Туровецкое                |
| 20  | Врагово          | деревня | ↘356             | Сухонское                 |
| 21  | Высоково         | деревня | 0                | Старосельское             |
| 22  | Гаврилищево      | деревня | 0                | Ботановское               |
| 23  | Гаврилково       | деревня | 89               | Ботановское               |
| 24  | Голуби           | деревня | 0                | Туровецкое                |
| 25  | Грехневка        | деревня | 3                | Старосельское             |
| 26  | Гузарево         | деревня | 0                | Ботановское               |
| 27  | Дачное           | деревня | 6                | Сухонское                 |
| 28  | Двиница          | посёлок | ↘0               | Сухонское                 |
| 29  | Дор              | деревня | 0                | Ботановское               |
| 30  | Дороватка        | деревня | 4                | Туровецкое                |
| 31  | Дьяконово        | деревня | 9                | Ботановское               |
| 32  | Егорье           | село    | 0                | Ботановское               |
| 33  | Екимково         | деревня | 4                | Ботановское               |
| 34  | Ершово           | деревня | 3                | Ботановское               |
| 35  | Жидовиново       | деревня | ↘17              | Сухонское                 |
| 36  | Заречье          | деревня | 0                | Старосельское             |
| 37  | Засухино         | деревня | 0                | Старосельское             |
| 38  | Змейцыно         | деревня | 40               | Старосельское             |
| 39  | Знаменское       | посёлок | 0                | Сухонское                 |
| 40  | Иванищево        | деревня | 0                | Сухонское                 |
| 41  | Иваньково        | село    | 0                | Ботановское               |
| 42  | Игумницево       | деревня | 386              | Ботановское               |
| 43  | Ишково           | деревня | 3                | Сухонское                 |
| 44  | Кадасово         | деревня | 0                | Сухонское                 |
| 45  | Калитино         | деревня | 46               | Сухонское                 |
| 46  | Карпово          | деревня | 0                | Старосельское             |
| 47  | Карповское       | деревня | 12               | Ботановское               |
| 48  | Ковригино        | деревня | 0                | Ботановское               |
| 49  | Кожухово         | деревня | 17               | Туровецкое                |
| 50  | Козланга         | деревня | 0                | Сухонское                 |
| 51  | Копылово         | деревня | 0                | Сухонское                 |
| 52  | Космово          | деревня | 46               | Сухонское                 |
| 53  | Косово           | деревня | 0                | Старосельское             |
| 54  | Коцыно           | деревня | 4                | Сухонское                 |
| 55  | Крапивино        | деревня | 14               | Сухонское                 |
| 56  | Красотинка       | деревня | 5                | Сухонское                 |
| 57  | Кузьминское      | деревня | 0                | Ботановское               |
| 58  | Лаврентьево      | деревня | 12               | Ботановское               |
| 59  | Лопотово         | деревня | 3                | Сухонское                 |
| 60  | Лысково          | деревня | 3                | Старосельское             |
| 61  | Лычево           | деревня | 0                | Ботановское               |
| 62  | Макарово         | деревня | 0                | Сухонское                 |
| 63  | Малая Сторона    | деревня | 62               | Сухонское                 |
| 64  | Малое Макарово   | деревня | 3                | Сухонское                 |
| 65  | Марково          | деревня | 6                | Ботановское               |
| 66  | Марковское       | деревня | 13               | Сухонское                 |
| 67  | Матвейцево       | деревня | 8                | Сухонское                 |
| 68  | Матюшкино        | деревня | 0                | Старосельское             |
| 69  | Милославль       | деревня | 0                | Ботановское               |
| 70  | Михалково        | деревня | 0                | Старосельское             |
| 71  | Мотовилово       | деревня | 0                | Сухонское                 |
| 72  | Мотыри           | деревня | 13               | Сухонское                 |
| 73  | Мытница          | деревня | 0                | Старосельское             |
| 74  | Наместово        | деревня | 32               | Ботановское               |
| 75  | Нижний Починок   | деревня | 4                | Туровецкое                |
| 76  | Никольское       | деревня | 7                | Сухонское                 |
| 77  | Новая            | деревня | 34               | Старосельское             |
| 78  | Новое            | село    | 19               | Старосельское             |
| 79  | Новоселка        | деревня | 0                | Ботановское               |
| 80  | Ноземские Исады  | деревня | 3                | Старосельское             |
| 81  | Оброшино         | деревня | 0                | Старосельское             |
| 82  | Огнево           | деревня | 11               | Ботановское               |
| 83  | Одомцыно         | деревня | 7                | Ботановское               |
| 84  | Олехово          | деревня | 0                | Старосельское             |
| 85  | Острецово        | деревня | 55               | Старосельское             |
| 86  | Пазухино         | деревня | 3                | Ботановское               |
| 87  | Паньково         | деревня | 11               | Сухонское                 |
| 88  | Парфенка         | деревня | 5                | Сухонское                 |
| 89  | Пеньево          | деревня | 0                | Старосельское             |
| 90  | Пестиково        | деревня | 0                | Ботановское               |
| 91  | Петрищево        | деревня | 0                | Сухонское                 |
| 92  | Пешково          | деревня | 22               | Сухонское                 |
| 93  | Пионерский       | посёлок | 135              | Сухонское                 |
| 94  | Племянниково     | деревня | 0                | Сухонское                 |
| 95  | Плюснино         | деревня | 6                | Ботановское               |
| 96  | Подберезново     | деревня | 3                | Сухонское                 |
| 97  | Подболотная      | деревня | 0                | Туровецкое                |
| 98  | Подгорново       | деревня | 6                | Старосельское             |
| 99  | Подкурново       | деревня | 8                | Сухонское                 |
| 100 | Поплевино        | деревня | 5                | Старосельское             |
| 101 | Поповское        | деревня | 61               | Сухонское                 |
| 102 | Попцово          | деревня | 0                | Сухонское                 |
| 103 | Починок          | деревня | 0                | Сухонское                 |
| 104 | Пристань Исады   | деревня | 0                | Старосельское             |
| 105 | Протасово        | деревня | ↘20              | Ботановское               |
| 106 | Пустошново       | деревня | 7                | Ботановское               |
| 107 | Раздольная       | деревня | ↗2               | Сухонское                 |
| 108 | Ропотово         | деревня | 4                | Сухонское                 |
| 109 | Ряпалово         | деревня | 4                | Ботановское               |
| 110 | Саранцыно        | деревня | 3                | Ботановское               |
| 111 | Сахарово         | деревня | 0                | Сухонское                 |
| 112 | Сбродово         | деревня | 28               | Сухонское                 |
| 113 | Сватилово        | деревня | 3                | Ботановское               |
| 114 | Святогорье       | село    | 62               | Старосельское             |
| 115 | Селища           | деревня | 0                | Туровецкое                |
| 116 | Семенково        | деревня | 0                | Старосельское             |
| 117 | Семеновское      | деревня | 0                | Сухонское                 |
| 118 | Середнево        | деревня | 5                | Сухонское                 |
| 119 | Славянка         | деревня | 3                | Ботановское               |
| 120 | Слободка         | деревня | 3                | Туровецкое                |
| 121 | Совка            | деревня | 6                | Старосельское             |
| 122 | Спас-Ямщики      | село    | 298              | Старосельское             |
| 123 | Становое         | деревня | 0                | Сухонское                 |
| 124 | Старое           | село    | 411              | Старосельское             |
| 125 | Степановское     | деревня | 0                | Сухонское                 |
| 126 | Сухонский        | посёлок | 0                | Сухонское                 |
| 127 | Тупицыно         | деревня | 12               | Сухонское                 |
| 128 | Туровец          | посёлок | 751              | Туровецкое                |
| 129 | Турыбанино       | деревня | 18               | Сухонское                 |
| 130 | Уваровица        | деревня | 4                | Туровецкое                |
| 131 | Ушаково          | деревня | 7                | Ботановское               |
| 132 | Феднево          | деревня | 0                | Ботановское               |
| 133 | Федотеево        | деревня | 0                | Ботановское               |
| 134 | Фролово          | деревня | 3                | Старосельское             |
| 135 | Хожаево          | деревня | 0                | Ботановское               |
| 136 | Шейбухта         | село    | 368              | Сухонское                 |
| 137 | Шетенево         | деревня | 0                | Ботановское               |
| 138 | Шингарские Исады | деревня | 3                | Ботановское               |
| 139 | Шихмино          | деревня | 0                | Сухонское                 |
| 140 | Шихово           | деревня | 0                | Ботановское               |
| 141 | Шиченга          | посёлок | 86               | Сухонское                 |
| 142 | Шонорово         | деревня | 0                | Сухонское                 |
| 143 | Шуйское          | село    | ↘2220            | Сухонское                 |
| 144 | Щелково          | деревня | 19               | Старосельское             |
| 145 | Щипино           | деревня | 20               | Сухонское                 |
| 146 | Юсово            | деревня | 0                | Сухонское                 |
| 147 | Яскино           | деревня | 10               | Старосельское             |

Новообразованные населённые пункты
В 2014 году была образована деревня Верхний Починок.

### Упразднённые населённые пункты
В 2020 году были упразднены деревни Подлесное и Починок, Бутово, Доровское, Сальково, Стромилово, Шабалин Починок, Юмбалово.
В 2023 году были упразднены деревни Михалево и Чертовское.

## Экономика
Предприятие «Междуречьелес», колхоз «Новый завет», сельскохозяйственный кооператив «Шуйское», производственный участок «Междуречьерайгаз», районный участок электроснабжения «Вологдаоблкоммунэнерго».

## Транспорт
Через район проходит тупиковая автодорога «Илейкино—Святогорье—Шуйское», соединяющаяся с трассой М8 «Холмогоры», обеспечивающая связь районного центра с Вологдой. Близлежащая железнодорожная станция — Туфаново, в 56 км от Шуйского.
Два крупнейших населённых пункта, Шуйское и Туровец, находятся далеко друг от друга (около 75 км по Сухоне), однако не связаны между собой автомобильной дорогой. На автомобиле из одного в другой можно проехать только через Вологду и несколько районов области (около 250 км) или зимой по берегу и льду Сухоны. Во время летней навигации по Сухоне между Шуйским и Туровцом действует регулярное пассажирское сообщение на катере «Междуречье».

## Достопримечательности
Усадьба Грязева в деревне Ботаново, усадьба помещика Н. Порошина — «Святогорский парк» с системой водоёмов; дом Н. Е. Введенского и могила ученого в селе Иванищево, живописная возвышенность Авнига.
Памятники природы: парк в селе Святогорье и урочище «Дубня» в устье реки Вологды.
Святой источник на Дьяконовской поляне в Дьяконове.

## Люди, связанные с районом
Уроженцы
- Введенский, Николай Евгеньевич — физиолог;
- Коркин, Александр Николаевич — математик.
- Люскова, Александра Евгеньевна — заведующая свинофермой колхоза «Будёновец», Герой Социалистического труда
- Петров, Николай Алексеевич — советский и российский военачальник.
- Тяпкина, Евдокия Васильевна — доярка совхоза «Шуйское», Герой Социалистического труда